# Gare de Salbris
Gare de Salbris – stacja kolejowa w Salbris, w departamencie Loir-et-Cher, w Regionie Centralnym, we Francji.
Jest stacją Société nationale des chemins de fer français (SNCF), obsługiwaną przez pociągi Intercités, TER Limousin i TER Centre.